# Giovanni Pagni
Giovanni Pagni (1634-1676) va ser un metge i arqueòleg pisà. Protegit i amic de l'arquiatre Francesco Redi, el 1667 fou enviat per Ferran II de Mèdici a la Regència de Tunis per tal de guarir Muhammad el Hafsi, germà del Bei Murad II, d'una malaltia. El germà de Ferran II, el cardenal Leopold de Mèdici va aprofitar per demanar-li que portés cap a Florència inscripcions llatines del nord d'Àfrica. De tornada, va portar unes 30 inscripcions antigues per a la col·lecció del cardenal, que van acabar a la Galeria degli Uffizi. D'aquesta manera es va convertir en un dels primers exploradors europeus de la Regència, tot i que darrera Thomas d'Arcos. El seu nebot, Giovanni Antonio Corazza, també metge i interessat en les antiguitats, va partir dècades més tard cap a aquesta mateixa regència per raons similars.
Després de la seva estada a la Regència de Tunis, Pagni continuà la seva tasca com a professor de medicina i exercí de metge de l'Orde de Sant Esteve Papa i Màrtir.